# This Man
This Man o "Este Hombre", según un sitio web creado en 2008 por la comercializadora italiana Andrea Natella llamado Ever Dream This Man?, se refiere a una persona que se decía que había visitado repetidamente los sueños de todo el mundo desde 2006, pero nunca fue encontrada en el mundo real. Natella creó el sitio en 2008, pero no fue hasta octubre de 2009 que llamó la atención de la prensa y los usuarios de Internet. La notoriedad de este hombre generó varios memes en Internet que falsificaron folletos del sitio web, referencias en películas y programas de televisión como The X-Files y una serie de manga basada en el engaño se publicó en la revista Shūkan Shōnen Magazine de Kōdansha.

## Historia del engaño
Según la historia, más tarde, en enero de 2006 hasta hoy, más de 2000 personas de otras ciudades importantes de todo el mundo, como Los Ángeles, Berlín, Buenos Aires, São Paulo, Teherán, Beijing, Londres, Roma, Daca, Barcelona, Durban, Estocolmo, Dubái, Guadalajara, Pattaya, Sídney, Amán, Ottawa, París, Lisboa, Singapur, Praga, Riad, Tokio, Karachi, Nueva Delhi, Moscú, Lagos y Busan afirmaron haber visto al hombre mientras dormía. También según la historia, quienes lo soñaron, que permanecieron en el anonimato, sugieren que era un maestro de escuela brasileño que tenía seis dedos en la mano derecha. Las experiencias del hombre de estos soñadores variaban desde situaciones románticas, sexuales, violentas, criminales, corruptas, mortales hasta volar con el hombre o simplemente verlo mirando al soñador y sin hacer nada.
Andrea Natella, cuando fue entrevistado por la revista Vice para un artículo que tomaba el mito en serio (haciendo así que Natella respondiera las preguntas como si fuera real), explicó que primero soñó con este hombre antes de darse cuenta de quién era realmente; fue en el invierno de 2008, y This Man, «[lo] invitó a crear un sitio web para encontrar una respuesta a su propia apariencia». Siguiendo las instrucciones de este hombre, no solo creó el sitio, sino que también produjo el identikit del hombre misterioso utilizando la aplicación para dispositivos móviles Ultimate Flash Face.
Nunca se identificó a un ser humano real que se pareciera a este hombre, y había algunos que soñaban con él que no tenían relación con otros que también lo veían en sus sueños. Su voz tampoco era identificable, ya que es mucho más difícil para alguien recordar la parte auditiva de un sueño que la visual; también era raro que hablara en los sueños. Sin embargo, Natella afirmó que recibió cartas y correos electrónicos que comparaban el aspecto de este hombre con el de personajes ficticios como The Man from Another Place y The Dummy y figuras famosas de la vida real como Andrew Lloyd Webber. También afirmó que algunos, incluido un gurú indio llamado Arud Kannan Ayya, afirmaron ser este hombre, pero sin evidencia.
ThisMan.org sugirió cinco teorías de los fenómenos:
- This Man fue un ejemplo del concepto de Carl Jung de la «imagen arquetípica» inconsciente que la gente ve durante situaciones muy difíciles de la vida.
- This Man era una manifestación de Dios.
- Una corporación estaba mentalmente condicionando a varias personas para que soñaran con el mismo hombre.
- Algunas personas soñaron con el hombre solo después de enterarse de que otros lo estaban viendo.
- Debido a que es difícil para los humanos recordar las caras de las personas en los sueños, las personas usan incorrectamente el identikit de Natella de This Man para describir a la persona en sus sueños recurrentes.

## Popularidad
La historia de This Man comenzó a llamar la atención de los usuarios de Internet y la prensa en 2009. No fue hasta octubre de ese año que las vistas del sitio se dispararon. En un corto período de tiempo, obtuvo más de dos millones de visitas y más de 10 000 correos electrónicos de otras personas que compartieron experiencias con This Man y enviaron fotos de quienes se parecían a él. El 12 de octubre de 2009, el comediante Tim Heidecker hizo una publicación en Twitter sobre This Man, tuiteando que «me estaba asustando». Si bien los trucos de marketing anteriores de Natella solo atrajeron la atención local, esa fue la primera vez que This Man fue se extendió por todo el mundo.

## Desacreditación
Tras la exposición generalizada inicial de This Man, hubo sospechas no solo de los usuarios de 4chan sino también de blogs como ASSME e io9 de que se trataba de un truco de marketing de guerrilla, ya que descubrieron que ThisMan.org estaba alojado en la misma empresa que también albergaba un sitio llamado guerrilla marketing it, «una falsa agencia de publicidad que diseñaba bromas subversivas y creaba extraños proyectos artísticos que exploraban la pornografía, la política y la publicidad», describió Natella. No obstante, algunas fuentes presentaron el argumento de que se trataba de un engaño como simplemente un lado de la discusión en lugar de un hecho real. Sin embargo, una publicación de 2010 del sitio web «artgency Kook», del cual Natella se convirtió en socio mientras This Man ganaba terreno, y un artículo publicado que escribió en 2012 titulado «Viral 'K' Marketing» finalmente confirmó que This Man no era real, sino más bien un truco.
Si bien Natella admitió que ThisMan.org era simplemente una estrategia de marketing, nunca reveló qué estaba promocionando; sin embargo, algunas fuentes, incluido The Kernel, sugieren que estaba destinado a promocionar una película del mismo nombre de Bryan Bertino, escritor y director de The Strangers (2008). Si el comunicado de prensa de la película es una indicación, habría sido sobre una persona que escucha sobre otras personas que nunca ha conocido antes de soñar con él. Ghost House Pictures compró ThisMan.org en mayo de 2010 y anunció que estaba escribiendo y dirigiendo una película sobre This Man, con Bertino contratado como escritor/director. Desde entonces, no se ha hecho ningún otro anuncio sobre la película.
Incluso después de las confirmaciones de Natella, la cobertura sería de This Man continuó hasta mediados de la década de 2010 en publicaciones como la revista Vice . Vice se puso en contacto con el sitio y Natella respondió preguntas como si el sitio no fuera un engaño. Sin embargo, el mismo día que la revista publicó su entrevista con Natella, lanzó un anuncio a sus lectores de que This Man no era real: «hacemos correr una historia, resulta ser algo que fue denunciado en 2009 y se pudo verificar fácilmente como falso con un solo google, algunas personas nos llaman imbéciles y el equipo editorial se ahoga en sus propias lágrimas».

## Análisis
La escritora de io9, Annalee Newitz, llamó a This Man «la obra maestra más grande de Natella», razonando que solo era «extraño», «cursi y un poco aterrador» en lugar de tener «política pseudointelectual artística como muchas de sus otras obras». Vice explicó que si bien This Man no existe, «se ve como el tipo de tipo que podrías ver en un sueño», donde «te da palmaditas en la espalda [,] te sientes cálido y nostálgico [, y] te despiertas». Un artículo de 2014 del sitio web de ciencia marginal Mysterious Universe afirma que es posible que las personas experimenten el mismo tipo de sueños; cita no sólo la teoría arquetípica de Jung, sino también la teoría pseudocientífica del Campo Akáshico de Ervin László: «si resultase cierto que nuestros pensamientos no residen dentro de nuestras propias cabezas, sino que existen en el éter, ¿entonces algunos de nosotros no podrían estar accediendo a la misma información en nuestro subconsciente durante los sueños?» Vice describió el propósito del engaño como «Algo así como Inception pero con memes», ya que «imprimió a las personas para que soñaran lo que nunca antes habían soñado».

## En otros medios
Tras la popularidad inicial de This Man, los usuarios de Internet publicaron varios memes de Internet falsificando volantes para el mito, que reemplazó las composiciones faciales de This Man con tomas de cabeza de figuras famosas como Robbie Rotten, Karl Marx y Barack Obama. Comedy Central también produjo su propia parodia del volante que usaba la cara de Daniel Tosh.
El identikit de This Man hace breves apariciones al comienzo de la película surcoreana de 2017 Lucid Dream y el episodio «Plus One» de The X-Files, donde se encuentra en la parte superior derecha de una foto de The Lone Gunmen vista anteriormente en el mostrar sin ella.
El MMORPG Rift tiene un conjunto de coleccionables inspirados en This Man llamado «Twisted: The Dream Traveler» en su expansión Nightmare Tide.
En 2018, Shūkan Shōnen Magazine comenzó a publicar un manga basado en This Man y llamado así por el engaño. Ilustrado por Kouji Megumi de Bloody Monday y escrito por Karin Sora, sigue a un oficial de policía llamado Hakaru Amano y su caso que involucra la leyenda urbana de This Man. La serie se publicó del 25 de abril de 2018 al 3 de abril de 2019.
El videojuego de 2019 AI: The Somnium Files incluyó cameos de This Man en dos de sus segmentos de rompecabezas. Los jugadores reciben un trofeo si lo ven en ambas ocasiones.
En 2022, la serie de manga Dandadan que se publica en Shōnen Jump+ incluyó un cameo de This Man durante su capítulo 83.